# Kanako Itō
Kanako Itō (Itō Kanako (いとう かなこ?); Utsunomiya, 28 marzo 1973) è una cantante giapponese.
Ha cantato varie sigle per visual novel e serie televisive anime come School Days, Steins;Gate e Myself ; Yourself.